# Radio Al-Bayan
Radio Al-Bayan (in arabo: اذاعة البيان, Ida-at Al-Bayan) fu un'emittente radiofonica appartenente allo Stato Islamico e gestita da quest'ultimo. Le trasmissioni avvenivano da alcuni dei territori occupati dall'ISIS e su diverse frequenze.
La lingua principale con la quale avvenivano le trasmissioni era l'arabo ma, alcune di esse, avvenivano anche in lingua curda, inglese, francese e russo.

## Storia
La prima emittente radiofonica dello Stato Islamico venne fondata a Mosul, in Iraq, all'inizio del 2014 con il nome di "Al-Bayan". Il palinsesto era basato, principalmente, sulla lettura di canti e versi del Corano e la radio venne definita "altamente professionale e brillantemente condotta", confrontando la qualità di Al-Bayan con quella di altre principali emittenti radiofoniche come BBC e NPR. Successivamente, tale emittente venne utilizzata come mezzo di propaganda per le operazioni militari, condotte dai membri dell'organizzazione.
In seguito all'occupazione di territori da parte dello Stato Islamico, altre stazioni si unirono ad Al-Bayan. Nel febbraio del 2015, l'ISIS prese il controllo di Radio Makmadas, a Sirte (Libia), ed alcuni programmi radiofonici di Al-Bayan vennero trasmessi da essa. Nel giugno del 2015, dopo l'occupazione della città libica di Derna venne stata fondata un'altra stazione di Al-Bayan in Libia. Lo stesso avvenne nell'agosto del 2015, a Bengasi. Nell'ottobre del 2015, una stazione televisiva satellitare di proprietà dello Stato Islamico e operante sui 94.30 MHz con il marchio "Al-Tawhid", iniziò le trasmissioni. Radio Al-Tawhid, funzionante con trasmettitori con una potenza d'uscita pari a 10 kW, veniva ricevuta anche in territorio europeo tramite la radiopropagazione ad E sporadico. Nel 2016, una nuova emittente, operante con trasmettitori da 200 kW di potenza nella città siriana di Palmira, si aggiunse alle stazioni della rete radiofonica di Al-Bayan.

## Programmazione
La stazione offriva una vasta gamma di programmi, in particolare: nasheed (ovvero quei canti musulmani interpretati a cappella), lettura di alcuni passi del Corano, Fiqh, lezioni sulla lingua araba, discorsi vari e interviste, il tutto regolarmente intervallato da notiziari che riportano le ultime notizie provenienti dalle altre emittenti di Al-Bayan, in Libia e in Siria. Inoltre, venivano riportate anche le ultime notizie riguardanti l'esito delle operazioni militari condotte dall'organizzazione, oltre ai vari discorsi di Abu Bakr al-Baghdadi.
Era uno tra i principali mezzi di propaganda per la rivendicazione degli attacchi terroristici.
Inoltre, uno dei compiti più importanti di Al-Bayan era quello di fare proselitismo per cercare di reclutare potenziali combattenti di origine europea.

## Presenza su internet
La stazione non aveva nessun account ufficiale sulle piattaforme sociali. Tuttavia, la maggior parte delle trasmissioni, generalmente in lingua araba, erano disponibili al download o all'ascolto in streaming (tramite SoundCloud) ed i relativi link venivano condivisi attraverso Facebook o Twitter.
Nel febbraio 2016, lo Stato Islamico ha lanciato un'applicazione disponibile sui dispositivi Android (non scaricabile direttamente dal Play Store, ma solo con l'installazione del relativo file APK), dalla quale era possibile ascoltare l'emittente radiofonica.